# Batey

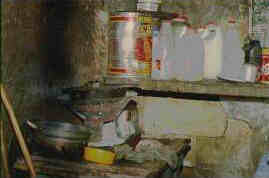
Una cucina di una casa di un batey

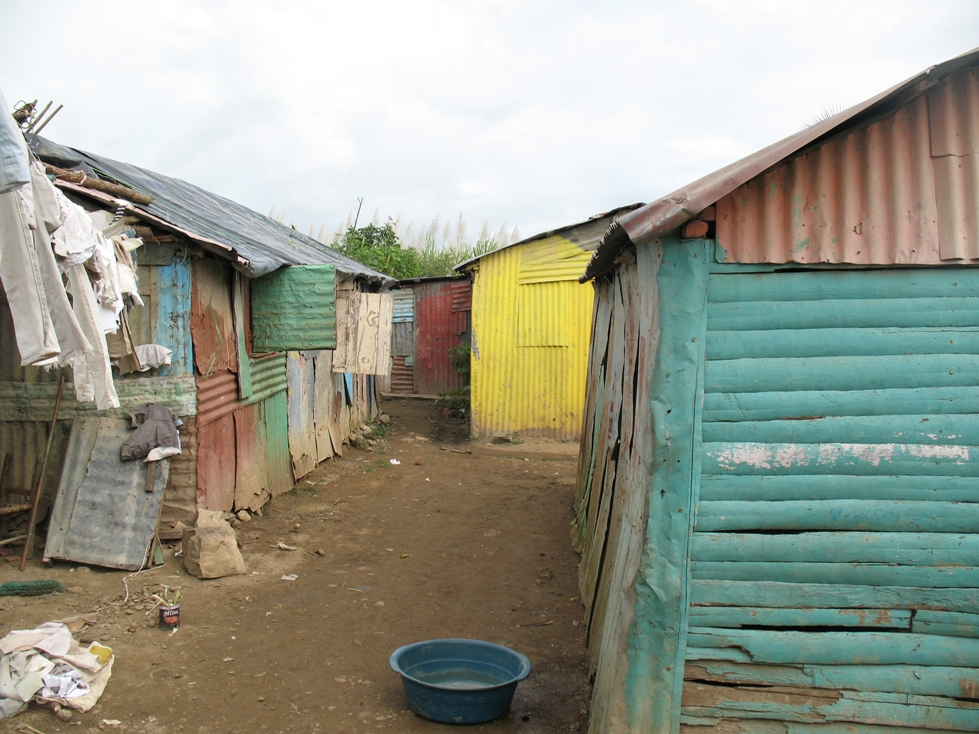
Baracche in un batey haitiano nella Repubblica Domenicana, costruite con materiale di recupero - Eriona Culaj, dicembre 2008 - Da: Haiti. Un terremoto che persiste da due secoli, Seneca Ed., Torino 2010

I batey sono villaggi costruiti in mezzo alle piantagioni di canna da zucchero, abitati da lavoratori haitiani con le loro famiglie, edificati con materiale di recupero. Alcuni di questi agglomerati hanno costruzioni molto semplici ma dotate di elettricità, acqua corrente, piccolo orto e qualche animale da cortile e sono quelli che vengono di solito mostrati dalle gite turistiche organizzate; la maggior parte sono costituiti da baracche senza servizi sanitari, senza acqua corrente e senza istruzione per i loro bambini.
Nella Repubblica Dominicana esistono circa 400 batey, per la maggior parte costruiti intorno alla piantagione della Fanjul Group di proprietà dell'omonima famiglia, fratelli cubano-americani residenti a Miami. Si stima, senza sicurezza statistica alcuna, che nella Repubblica Dominicana siano più di 500 000 gli haitiani che vivono nei batey. In questi villaggi si nasce e si muore, senza lasciare un segno. I bambini non vengono iscritti ad alcuna anagrafe, non ci sono dati certi e non vengono neppure mandati a scuola .
Nella maggior parte degli agglomerati, i diritti umani non esistono e i lavoratori provenienti da Haiti, grazie a un'autarchica e discriminatoria politica di immigrazione, vivono come schiavi, senza servizi sanitari, senza acqua corrente, senza istruzione per i loro bambini e senza alcuna sicurezza personale, che non viene tutelata dallo Stato. Il lavoro è spesso pesantissimo e mal pagato. I lavoratori sono tagliatori di canna da zucchero e sono definiti braceros. Tutto si svolge intorno alle piantagioni di canna da zucchero, dove i braceros, trascorrono l'intera giornata, per poi riunirsi alla sera nei Batey. Il guadagno giornaliero medio di un tagliatore di canna, a fronte di una produzione di circa due tonnellate, non supera i sei dollari .